# Віпготт (Міннесота)
Віпготт (англ. Whipholt) — переписна місцевість (CDP) в США, в окрузі Кесс штату Міннесота. Населення — 70 осіб (2020).

## Географія
Віпготт розташований за координатами 47°2′16″ пн. ш. 94°22′42″ зх. д. / 47.03778° пн. ш. 94.37833° зх. д. (47.037680, -94.378455).  За даними Бюро перепису населення США в 2010 році переписна місцевість мала площу 9,03 км², з яких 8,43 км² — суходіл та 0,60 км² — водойми.

## Демографія
Згідно з переписом 2010 року, у переписній місцевості мешкало 99 осіб у 45 домогосподарствах у складі 29 родин. Густота населення становила 11 особа/км².  Було 111 помешкання (12/км²).
Расовий склад населення:
| - 98,0 % — білих - 2,0 % — корінних американців |

До двох чи більше рас належало 0,0 %. Частка іспаномовних становила 0,0 % від усіх жителів.
За віковим діапазоном населення розподілялося таким чином: 20,2 % — особи молодші 18 років, 57,6 % — особи у віці 18—64 років, 22,2 % — особи у віці 65 років та старші. Медіана віку мешканця становила 49,5 року. На 100 осіб жіночої статі у переписній місцевості припадало 115,2 чоловіків;  на 100 жінок у віці від 18 років та старших — 107,9 чоловіків також старших 18 років.
Середній дохід на одне домашнє господарство  становив 83 113 долари США (медіана — 64 375), а середній дохід на одну сім'ю — 90 824 долари (медіана — 71 250). Медіана доходів становила 52 500 доларів для чоловіків та 50 000 доларів для жінок. За межею бідності перебувало 2,1 % осіб, у тому числі 0,0 % дітей у віці до 18 років та 0,0 % осіб у віці 65 років та старших.
Цивільне працевлаштоване населення становило 45 осіб. Основні галузі зайнятості: освіта, охорона здоров'я та соціальна допомога — 20,0 %, мистецтво, розваги та відпочинок — 17,8 %, фінанси, страхування та нерухомість — 13,3 %, сільське господарство, лісництво, риболовля — 13,3 %.